# Crosville Motor Company
Crosville Motor Company Ltd. war ein britischer Hersteller von Automobilen.

## Unternehmensgeschichte
Das Unternehmen aus Chester begann 1906 mit der Produktion von Automobilen. Der Markenname lautete Crosville. Die Fahrzeuge basierten auf einem Entwurf von Georges Ville aus Paris. Die Produktion fand teilweise bei Morane in Paris statt. 1908 endete die Produktion. Insgesamt entstanden vier Fahrzeuge.

## Fahrzeuge
Im Angebot standen zwei Modelle. Das kleinere Modell war der 20 HP mit einem Vierzylindermotor. Hiervon entstanden zwei Tourenwagen und ein Coupé de Ville. Das größere Modell war der 50 HP. Das einzige hergestellte Exemplar wird je nach Quelle als Tourenwagen oder als Coupé de Ville bezeichnet. Ähnlich wie bei Modellen von Hotchkiss et Cie war der Kühlergrill rund.